# Волошениновы
Волошениновы (Волошаниновы, Волошенины) — древний дворянский род.

## История рода
Лука Волошанинов ездил послом от Ивана III Васильевичу к господарю Волошскому (1497), весьма вероятно, что Лука был по происхождению Волох, откуда и произошло его фамильное прозвание.
Никита Симин послан к ногайским князьям (1536). Михаил Шиборов служил по Москве (1550). Михаил Лукич упоминается (1546). Яныш Волошенинов с сыном Никитой владели поместьем в Новгородской области (1568). Обрюта Михайлович и Роман Аникеевич владели поместьями в Коломенском уезде (1577).
Борис Никитич находился при датском принце Густаве (1606), воевода в Галиче (1623—1624), описывал Новосильский уезд (1628—1630), московский дворянин (1627—1629), объезжий голова в Москве (1633—1634). Московский дворянин (1676—1692) Иван Осипович владел поместьем в Галичском уезде, его брат Василий Осипович ездил в Крым (1672), жилец (1677), стряпчий (1692), каширский помещик. Матвей Иванович женился (1691) на княжне Федоре Петровне Шехонской. принёсшей ему в приданое вотчину в Суздальском уезде.
Толмач Посольского приказа Григорий Волошенинов ездил послом в Царьград (1678).
Василий Иванович и Иван Осипович владели населёнными имениями (1699).
Иноземец Алем Иванович Волошенинов имел двор в Можайске (1629).

## Известные представители
- Волошенинов Яков Семёнович — московский дворянин (1629).
- Волошенинов, Михаил Юрьевич (в боярских книгах — Дмитриевич) (? — не ранее 1653) — русский дипломат и дьяк.

При царях Михаиле Фёдоровиче и Алексее Михайловиче был Думным дьяком (1640), Разрядного, а затем Посольского приказов, ездил с послом в Польшу (1644 и 1646), владел вотчиной в Рузском уезде.
- Волошенинов Пётр Иванович — московский дворянин (1640).
- Волошенинов Григорий — воевода в Ольшанском (1660—1661)[1][2].